# Диметиламиноэтанол
2-(Диметиламино)этанол, DMAE — органическое соединение, третичный амин, спирт.

## Строение и химические свойства
Молекула диметиламиноэтанола содержит третичную аминогруппу и первичную спиртовую группу. Эти функциональные группы в сочетании с его низкой молекулярной массой способствуют растворимости в воде и позволяют получать производные: сложные эфиры и соли. Диметиламиноэтанол реагирует с углекислым газом..

## Физические свойства
Диметиламиноэтанол при комнатной температуре — бесцветная гигроскопичная вязкая жидкость, с водой образует азеотроп.

## Биохимическая роль
По данным сайта WebMD, диметиламиноэтанол участвует в серии реакций, которые приводят к образованию ацетилхолина. 
Диметиламиноэтанол необходим для синтеза холина. Он служит предшественником холина в печени. В мозге DMAE входит в состав фосфолипидов в виде фосфатидилдиметиламиноэтанола (PDME), который затем может быть преобразован через N-метилирование в фосфатидилхолин.

## Получение
Диметиламиноэтанол получают этоксилированием диметиламина.

## Применение
Диметиламиноэтанол используется в качестве сырья в химическом синтезе.
Диметиламиноэтанол применяется в очистке воды, в качестве тонких химических полупродуктов в фармацевтической промышленности, а также в качестве добавки в различные смолы и покрытия. Развивается интерес использования DMAE в качестве БАД и возможного лекарственного средства, влияющего на различные холинергические функции. Битартрат 2-диметиламиноэтанола продается как пищевая добавка[страница не указана 1346 дней]. Это белый порошок, в составе которого 37% DMAE.
DMAE используется в больших количествах для очистки воды, в лакокрасочной промышленности и в качестве отвердителя для полиуретанов и эпоксидных смол. Он также используется в химическом синтезе красителей, фармацевтических препаратов, эмульгаторов, текстильно-вспомогательных веществ, в качестве добавки к краске.
Диметиламиноэтанол примененяется в составе косметических средств, заявляющих об эффекте омоложения и улучшения тонуса кожи. Есть исследования, в которых показано вредное воздействие DMAE на клетки кожи при его применении в косметических процедурах; при этом видимый эффект омоложения кожи достигается за счёт утолщения кожи вследствие её повреждения.
DMAE образует ряд солей с температурой плавления ниже комнатной температуры — ионные жидкости (например, его ацетат и октаноат), которые могут быть использованы там, где необходима альтернатива обычным растворителям.
Диметиламиноэтанол принимают в качестве ноотропа.
2-диметиламиноэтанол-битартрат, получаемый из DMAE и винной кислоты, продаётся в качестве биологически активной добавки.